# メレル
メレル（Merrell ）は、アメリカ合衆国ミシガン州ケント郡ロックフォードに本社を置く、靴や衣類の製造・販売を行う会社およびそのブランド名である。

## 概要
1981年にクラーク・マティス、ランディ・メレル、ジョン・シュバイツァーにより設立。当時ロシニョールの幹部であったマティスとシュバイツァーが、新たにハイキングブーツのブランドを立ち上げる際、名高い靴職人であったメレルを招いたことから始まる。
1987年にカーフ社に売却され、メレルの生産拠点がアメリカ国外へ移転するとともに、会社の規模が大きくなる。
1997年にカーフ社はメレルブランドを靴業界の大手 ウルヴァリン・ワールドワイド社に売却。それ以降、軽量のアウトドアシューズに重点を置くようになる。1998年に発売された「ジャングルモック」はのちに定番かつ同社を代表するモデルとなり、2013年時点で累計1200万足以上を売り上げている。
現在メレル製品は151ヶ国で販売され、2010年にはブランドの総売上高が5億ドルを記録した。

## 日本での展開

### 丸紅フットウェア
メレル製品の日本展開は、総代理店である株式会社 丸紅フットウェアが行っている。

#### 企業データ
- 設立: 平成6年6月1日（1994年）
- 本社所在地: 東京都中央区日本橋堀留町2-4-3ユニゾ堀留町二丁目ビル4F橋
- 大阪支店: 大阪市北区堂島浜一丁目2番1号 新ダイビル
- 資本金: 3億1千万円（平成31年3月期）
- 年商: 124億円 （平成31年3月期）
- 従業員: 110名（役員除く / 平成31年3月期)

#### 直営店
(株)丸紅フットウェアは卸販売のほか、直営店の展開も行っている。
現在メレルの直営店は、池袋、新宿、二子玉川、吉祥寺、みなとみらい、新浦安、大阪、福岡の8店舗に加えて、酒々井プレミアムアウトレット店を展開している。
直営店ではシューズに加え、アパレル製品や雑貨も取り扱っている。なおこれらは、日本国内では直営店のみの展開である。